# Valenciennes
Valenciennes (/valɑ̃sjɛn/, in piccardo: Valincyinnes, in olandese: Valencijn) è un comune francese di 43 229 abitanti situato nel dipartimento del Nord nella regione Alta Francia.
I suoi abitanti si chiamano Valenciennois.

## Geografia fisica
È attraversata dalla Schelda alla sua confluenza con la Rhonelle.

## Storia
Città romana (Valentiana), fece parte dei dominii dei duchi di Borgogna alla fine del medioevo, per passare successivamente alla Spagna attorno alla metà del XVI secolo. Divenne francese nel 1677 e dal 1824 è sottoprefettura. È nota anche per aver dato i natali al pittore Antoine Watteau (1684-1721).
Nel corso della sua storia fu sottoposta a ben tre assedi.

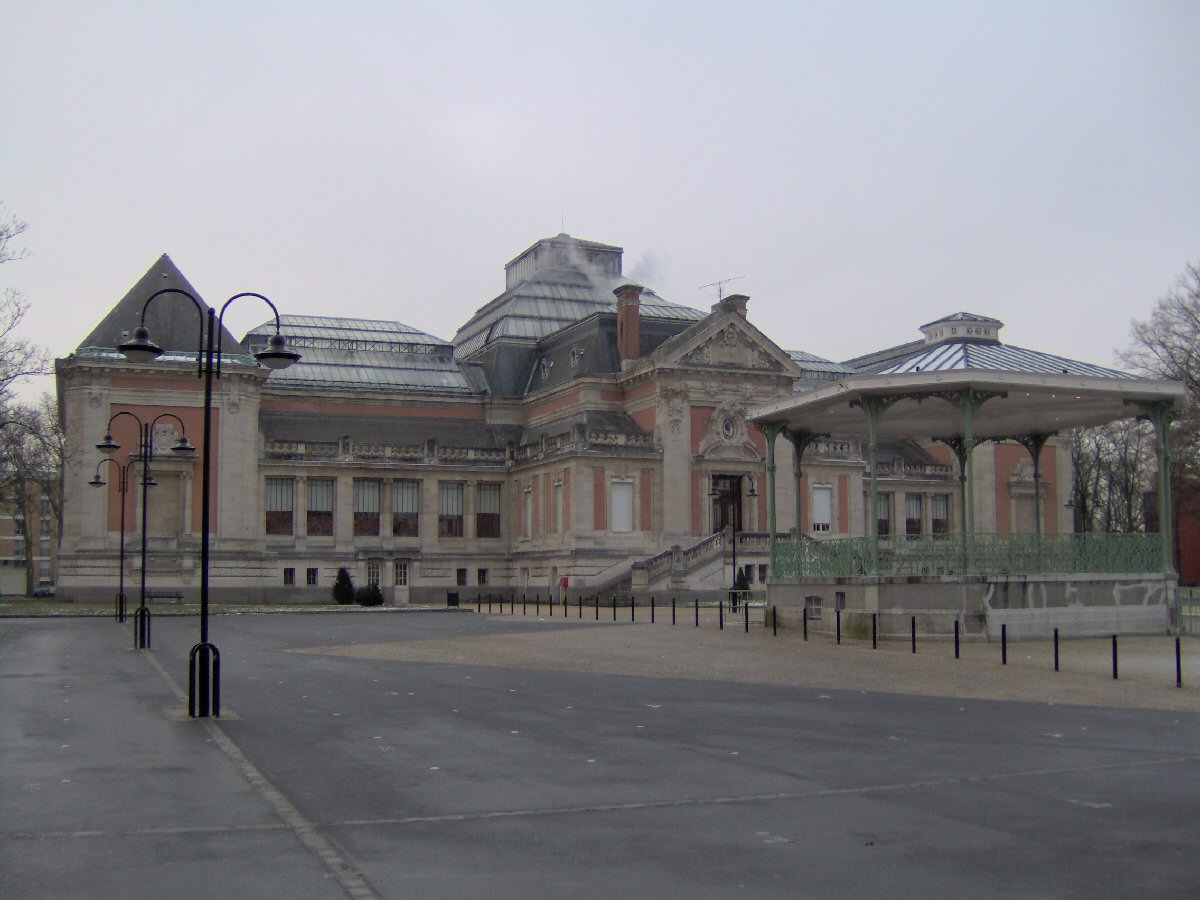
il museo di Valenciennes

## Società

### Evoluzione demografica
Abitanti censiti

## Economia
La città ha una vocazione prettamente industriale e la sua agglomerazione è la quattordicesima di Francia, con più di 350 000 abitanti.
Nella città è presente una sede della Alstom e uno stabilimento della Sevel.
Dal 2012 è la sede di produzione della Toyota Yaris Hybrid.

## Amministrazione

### Gemellaggi
- Medway, dal 1955
- Düren, dal 1959
- Agrigento, dal 1982
- Gliwice, dal 1991
- Mosca, dal 1991
- Nacka, dal 1992
- Yichang, dal 1998
- Óbuda, dal 1999
- Brioude

## Sport
La squadra di calcio cittadina è il Valenciennes Football Club, militante in Ligue 2, la seconda serie del campionato francese.